# Christovão José dos Santos
Christovão José dos Santos (Florianópolis, 23 de dezembro de 1790 – 21 de outubro de 1868) foi um médico brasileiro.
Foi presidente da Academia Nacional de Medicina em 1830.